# Pinus arizonica
Pinus arizonica là một loài thực vật hạt trần trong họ Thông. Loài này được Engelm. miêu tả khoa học đầu tiên năm 1878 publ. 1879.